# Martin Cibák
Martin Cibák (* 17. květen 1980, Liptovský Mikuláš) je bývalý slovenský hokejista naposledy působící ve slovenské extralize v klubu MHk 32 Liptovský Mikuláš.

## Hráčská kariéra
S hokejem začínal v Liptovském Mikuláši. V roce 1998 si ho v úvodním draftu NHL vybral klub Tampa Bay Lightning v 9. kole jako 252. v pořadí. Následující tři sezóny odehrál v zámoří v juniorské soutěži WHL a nižší profesionální soutěži IHL. V sezóně 2001/02 se v dresu Tampy Bay Lightning dostal poprvé na led NHL, i když většinu zápasů sezóny odehrál v AHL za Springfield Falcons. V následující sezóně vypadl z kádru Lightning. Vrátil se tam až v sezóně 2003/04, kdy se stal stabilním hráčem klubu a podílel se na zisku Stanley Cupu v play off. Stal se tak třetím slovenské držitelem Stanley Cupu v historii po Stanovi Mikitovi a Jiřím Bicekovi. Během stávky NHL v ročníku 2004/2005 hrál v Liptovském Mikuláši, Plzni a v play off posílil Košice. Celkově za Lightning v NHL nastoupil na 154 duelů základní části a na 61 v play off. Před sezónou 2006/07 se rozhodl vrátit se do Evropy, konkrétně do Švédska. V této sezoně odehrál za tým Frölunda Indians 55 zápasů, ve kterých si připsal 23 bodů. Před sezónou 2007/08 přestoupil do Södertälje SK a před sezónou 2009/10 přestoupil do ruského klubu HK Spartak Moskva, kde setrval dvě sezóny. Ročník 2010/2011 odehrál v klubu Severstal Čerepovec, kde byl vyměněn za Olega Gubina. V dresu Čerepovce nastoupil v 41 zápasech základní části (10 gólů, 3 asistence) a v 6 zápasech play off. Před sezónou 2011/2012 se dohodl na ročním kontraktu s klubem CHK Neftěchimik Nižněkamsk. Po skončení smlouvy s ním Nižněkamsk prodloužil smlouvu o další rok. V lednu 2013 byl jmenován kapitánem týmu..V květnu 2015 přestoupil do extraligového Zlína.

## Prvenství

### NHL
- Debut – 9. února 2002 (Tampa Bay Lightning proti Washington Capitals)
- První asistence – 11. února 2002 (Washington Capitals proti Tampa Bay Lightning)
- První gól – 12. března 2002 (Atlanta Thrashers proti Tampa Bay Lightning, českému brankáři Milanu Hniličkovi)

### ČHL
- Debut – 10. října 2004 (HC Lasselsberger Plzeň proti Bílí Tygři Liberec)
- První asistence – 10. října 2004 (HC Lasselsberger Plzeň proti Bílí Tygři Liberec)
- První gól – 19. října 2004 (HC Lasselsberger Plzeň proti HC Slavia Praha, českému brankáři Petru Fraňkovi)

## Klubová statistika
| Sezóna       | Klub                       | Soutěž       |     | Základní část | Základní část | Základní část | Základní část | Základní část |   | Play off | Play off | Play off | Play off | Play off |
| Sezóna       | Klub                       | Soutěž       | Z   | G             | A             | B             | TM            | Z             | G | A        | B        | TM       |          |          |
| 1995–96      | HK 32 Liptovský Mikuláš    | SHL-18       | 45  | 32            | 18            | 50            | 64            | —             | — | —        | —        | —        |          |          |
| 1996–97      | HK 32 Liptovský Mikuláš    | SHL-20       | 52  | 18            | 29            | 47            | 54            | —             | — | —        | —        | —        |          |          |
| 1997–98      | HK 32 Liptovský Mikuláš    | SHL-20       | 20  | 8             | 11            | 19            | 6             | —             | — | —        | —        | —        |          |          |
| 1997–98      | HK 32 Liptovský Mikuláš    | SHL          | 33  | 2             | 4             | 6             | 18            | —             | — | —        | —        | —        |          |          |
| 1998–99      | Medicine Hat Tigers        | WHL          | 66  | 21            | 26            | 47            | 72            | —             | — | —        | —        | —        |          |          |
| 1999–00      | Medicine Hat Tigers        | WHL          | 58  | 16            | 29            | 45            | 77            | —             | — | —        | —        | —        |          |          |
| 2000–01      | Detroit Vipers             | IHL          | 79  | 10            | 28            | 38            | 88            | —             | — | —        | —        | —        |          |          |
| 2001–02      | Springfield Falcons        | AHL          | 52  | 5             | 9             | 14            | 44            | —             | — | —        | —        | —        |          |          |
| 2001–02      | Tampa Bay Lightning        | NHL          | 26  | 1             | 5             | 6             | 8             | —             | — | —        | —        | —        |          |          |
| 2002–03      | Springfield Falcons        | AHL          | 62  | 5             | 15            | 20            | 78            | 6             | 1 | 2        | 3        | 4        |          |          |
| 2003–04      | Hershey Bears              | AHL          | 1   | 0             | 0             | 0             | 2             | —             | — | —        | —        | —        |          |          |
| 2003–04      | Tampa Bay Lightning        | NHL          | 63  | 2             | 7             | 9             | 30            | 6             | 0 | 1        | 1        | 0        |          |          |
| 2004–05      | HK 32 Liptovský Mikuláš    | SHL          | 4   | 0             | 0             | 0             | 6             | —             | — | —        | —        | —        |          |          |
| 2004–05      | HC Lasselsberger Plzeň     | ČHL          | 30  | 4             | 11            | 15            | 52            | —             | — | —        | —        | —        |          |          |
| 2004–05      | HC Košice                  | SHL          | 6   | 1             | 3             | 4             | 8             | 10            | 2 | 5        | 7        | 36       |          |          |
| 2005–06      | Tampa Bay Lightning        | NHL          | 65  | 2             | 6             | 8             | 22            | 5             | 0 | 0        | 0        | 0        |          |          |
| 2006–07      | Frölunda HC                | SEL          | 55  | 10            | 13            | 23            | 94            | —             | — | —        | —        | —        |          |          |
| 2007–08      | Södertälje SK              | SEL          | 51  | 3             | 8             | 11            | 62            | —             | — | —        | —        | —        |          |          |
| 2008–09      | Södertälje SK              | SEL          | 49  | 10            | 13            | 23            | 94            | —             | — | —        | —        | —        |          |          |
| 2009–10      | HK Spartak Moskva          | KHL          | 50  | 17            | 15            | 32            | 93            | 10            | 0 | 2        | 2        | 36       |          |          |
| 2010–11      | HK Spartak Moskva          | KHL          | 4   | 0             | 0             | 0             | 8             | —             | — | —        | —        | —        |          |          |
| 2010–11      | Severstal Čerepovec        | KHL          | 41  | 10            | 3             | 13            | 42            | 6             | 0 | 0        | 0        | 10       |          |          |
| 2011–12      | CHK Neftěchimik Nižněkamsk | KHL          | 45  | 7             | 19            | 26            | 60            | —             | — | —        | —        | —        |          |          |
| 2012–13      | CHK Neftěchimik Nižněkamsk | KHL          | 48  | 8             | 10            | 18            | 58            | 4             | 0 | 0        | 0        | 4        |          |          |
| 2013–14      | CHK Neftěchimik Nižněkamsk | KHL          | 38  | 6             | 6             | 12            | 58            | —             | — | —        | —        | —        |          |          |
| 2013–14      | HK Viťaz Moskevská oblast  | KHL          | 16  | 2             | 1             | 13            | 16            | —             | — | —        | —        | —        |          |          |
| 2014–15      | HC Olomouc                 | ČHL          | 48  | 11            | 9             | 20            | 106           | —             | — | —        | —        | —        |          |          |
| 2015–16      | PSG Zlín                   | ČHL          | 50  | 3             | 6             | 9             | 50            | 1             | 0 | 0        | 0        | 0        |          |          |
| 2016–17      | MHk 32 Liptovský Mikuláš   | SHL          | 29  | 3             | 6             | 9             | 58            | —             | — | —        | —        | —        |          |          |
| Celkem v NHL | Celkem v NHL               | Celkem v NHL | 154 | 5             | 18            | 23            | 60            | 11            | 0 | 1        | 1        | 0        |          |          |
| Celkem v SEL | Celkem v SEL               | Celkem v SEL | 155 | 23            | 34            | 57            | 250           | —             | — | —        | —        | —        |          |          |
| Celkem v KHL | Celkem v KHL               | Celkem v KHL | 242 | 50            | 53            | 103           | 335           | 20            | 0 | 2        | 2        | 50       |          |          |

## Reprezentace
| Rok                       | Tým                       | Soutěž                    | Z  | G | A | B  | TM |
| ------------------------- | ------------------------- | ------------------------- | -- | - | - | -- | -- |
| 1998                      | Slovensko 18              | MEJ                       | 6  | 3 | 0 | 3  | 10 |
| 1999                      | Slovensko 20              | MSJ                       | 6  | 2 | 3 | 5  | 6  |
| 2000                      | Slovensko 20              | MSJ                       | 7  | 2 | 1 | 3  | 4  |
| 2004                      | Slovensko                 | SP                        | 4  | 1 | 0 | 1  | 0  |
| 2006                      | Slovensko                 | MS                        | 7  | 2 | 1 | 3  | 8  |
| 2010                      | Slovensko                 | OH                        | 7  | 0 | 0 | 0  | 6  |
| 2011                      | Slovensko                 | MS                        | 3  | 0 | 1 | 1  | 2  |
| Juniorská kariéra celkově | Juniorská kariéra celkově | Juniorská kariéra celkově | 19 | 7 | 4 | 11 | 20 |
| Seniorská kariéra celkově | Seniorská kariéra celkově | Seniorská kariéra celkově | 21 | 3 | 2 | 5  | 16 |